# Lobesia reliquana
Lobesia reliquana es una especie de polilla del género Lobesia, tribu Olethreutini, familia Tortricidae. Fue descrita científicamente por Hubner en 1825.

## Descripción
La envergadura es de 12 milímetros.

## Distribución
Se distribuye por Europa.